# 常博厚
常博厚（1922年—？），山西垣曲人，中华人民共和国政治、教育人物。
早年参加中国共产党抗日活动，1949年加入中国人民解放军长江支队，南下福建参加工作。历任寿宁县第二区（今斜滩镇）区长、区委书记，共青团霞浦县委员会书记等职，后调至霞浦第一中学、宁德第一中学等校任校长。:148